# 4-Fluorophenibut
4-Fluorophenibut (tên mã phát triển CGP-11130; còn được gọi là-(4-fluorophenyl) -γ-aminobutyric acid hoặc β- (4-fluorophenyl) -GABA) là một chất chủ vận thụ thể GABAB không bao giờ được bán trên thị trường. Nó được chọn lọc cho thụ thể GABA B trên thụ thể GABAA (IC50 = 1,70   Mùi và> 100   Tương ứng, tương ứng).  Thuốc này là một chất tương tự GABA và có liên quan chặt chẽ với baclofen (-(4-chlorophenyl) -GABA), tolibut (-(4-methylphenyl) -GABA) và phenibut (-phenyl -GABA).  Nó ít mạnh hơn khi là chất chủ vận thụ thể GABA B so với baclofen nhưng mạnh hơn phenibut.
Chất này đôi khi được gọi là 4F-phenibut hoặc F-phenibut và thông tục là fluorobut.